# Gladys Kalema-Zikusoka
Gladys Kalema-Zikusoka (Kampala, 8 gennaio 1970) è una biologa, veterinaria e ricercatrice ugandese, fondatrice di Conservation Through Public Health, un'organizzazione dedicata alla coesistenza dei gorilla di montagna in pericolo di estinzione, gli altri animali selvatici, gli esseri umani ed il bestiame in Africa..
È stata la prima veterinaria ufficiale in Uganda per la fauna selvatica ed è stata la protagonista del documentario della BBC, Gladys the African Vet. Nel 2009 ha vinto il Whitley Gold Award per il suo lavoro di conservazione

## Biografia

### Primi anni e formazione
Interessata agli animali dall'età di 12 anni mentre cresceva a Kampala, Kalema-Zikusoka ha avviato un circolo faunistico nella sua scuola e ha organizzato viaggi nel Parco nazionale della Regina Elisabetta. I suoi studi professionali sono iniziati quando ha vinto una borsa di studio presso il Royal Veterinary College dell'Università di Londra, dove si è laureata con una tesi in medicina veterinaria. Successivamente, nel 2003, ha conseguito un Master in medicina veterinaria presso la Università statale della Carolina del Nord. Ha anche un certificato nella gestione di organizzazioni senza scopo di lucro, ottenuto dall'Università Duke. Il suo ultimo risultato accademico è un Master of Business Administration, ottenuto nel 2016.

### Vita privata
Kalema-Zikusoka è sposata con Lawrence Zikusoka, un imprenditore nel mondo della tecnologia, è uno dei fondatori di Conservation Through Public Health. Hanno due bambini.

### Risultati professionali
Quando Kalema-Zikusoka aveva 25 anni fu nominata veterinaria ufficiale per l'Ugandan Wildlife Service, che in seguito si fuse con i parchi nazionali dell'Uganda per diventare l'Uganda Wildlife Authority. Fu la prima donna a ricoprire quella posizione. Ha aperto la strada alla prima traslocazione della fauna selvatica per rifornire i parchi nazionali dell'Uganda dopo anni di bracconaggio durante le guerre civili dell'Uganda.
Come parte della sua ricerca veterinaria, ha identificato la trasmissione di parassiti dall'uomo ai gorilla di montagna come un fattore di rischio significativo per i gorilla.
A seguito della sua dimostrazione che i percorsi delle malattie umane danneggiano o uccidono i gorilla, Gladys Kalema-Zikusoka, Lawrence Zikusoka e Stephen Rubanga hanno quindi fondato Conservation Through Public Health per migliorare sia la salute umana che ecologica in Africa. Il CTPH è un'organizzazione senza scopo di lucro con sede in Uganda e negli Stati Uniti che conduce programmi che proteggono i gorilla e altri animali selvatici dal rischio di malattie umane e zootecniche, che riducono le malattie umane e del bestiame in prossimità della fauna selvatica, che aumentano l'utilizzo locale della pianificazione familiare e che usano la tecnologia dell'informazione/comunicazione sia per aiutare lo sviluppo locale sia per educare le persone sull'ambiente. Kalema-Zikusoka è il CEO dell'organizzazione.
Il CTPH fu fondato nel 2003. Nel 2015 il CTPH istituì un programma chiamato Gorilla Conservation Coffee. In base a questo accordo, il non profit migliora il sostentamento della comunità circostante aiutando a ottenere i prezzi del mercato internazionale per il raccolto di caffè arabica della comunità. Con l'aumento dei redditi le malattie della comunità ed il peso delle malattie si riducono. Quindi vengono trasferite meno malattie ai gorilla residenti. Inoltre una piccola tassa viene addebitata e trattenuta dagli agricoltori, ogni volta che i turisti attraversano i loro giardini, quando i gorilla si spostano attraverso la comunità.

### Onorificenze, premi e altri riconoscimenti
Kalema-Zikusoka ha ricevuto numerose onorificenze, premi ed altri riconoscimenti pubblici per il suo lavoro ambientale e umanitario. Nel 2009 ha vinto il Whitley Gold Award, il primo premio assegnato in quelli che sono stati considerati gli "Oscar verdi". Nel 2008 lo Zoo di San Diego le ha assegnato il premio Conservation-in-Action. Nel 2006 Kalema-Zikusoka è stato eletta membro della Ashoka Fellowship. Nel 2007 Seed Magazine l'ha nominata una delle loro otto Revolutionary Minds in Science.
Kalema-Zikusoka was profiled in the BBC documentary, Gladys the African Vet. She has also been featured in documentaries in National Geographic, Animal Planet, MNet and Uganda Television.
She was chosen among nine international environmental leaders to write a letter to the next US President in Sierra Club Magazine, November/December 2008 issue.
Kalema-Zikusoka è stata descritta nel documentario della BBC, Gladys the African Vet. È stata anche presentata in documentari su National Geographic, Animal Planet, MNet e Uganda Television. È stata scelta tra nove leader ambientali internazionali per scrivere una lettera al presidente degli Stati Uniti sulla rivista Sierra Club.
Nel 2018 la dott.ssa Kalema-Zikusoka ha ricevuto il premio EarthCare dal Sierra Club con sede negli Stati Uniti, in riconoscimento del suo "contributo unico alla protezione e alla conservazione dell'ambiente internazionale", in relazione al suo lavoro di protezione ambientale e di coesistenza tra comunità e gorilla di montagna in Uganda. Ha ricevuto il premio il 29 settembre 2018, durante una cerimonia tenutasi a Denver, Colorado, negli Stati Uniti.

## Pubblicazioni
- Kalema G. 1994. Letter entitled "Veterinarians and Zoological Medicine" to the Veterinary Record. The Veterinary Record, 135.
- Nizeyi J. B., Mwebe R, Nanteza A, Cranfield M.R, Kalema G.R.N.N., Graczyk T. 1999. Cryptosporidium sp. and Giardia sp. Infections in mountain gorillas (Gorilla gorilla beringei) of the Bwindi Impenetrable National Park, Uganda. Journal Parasitology 85 (7). American Society of Parasitologists.
- Nizeye J. B., Innocent R. B., Erume J, Kalema G. R. N. N., Cranfield M. R. and Graczyk T. K. 2001. Campylobacteriosis, Salmonellosis, and Shigellosis in free-ranging human-habituated mountain gorillas in Uganda. Journal of Wildlife Diseases 37(2): 239–244.
- Graczyk T. K., DaSilva A. J., Cranfield M. R., Nizeye J. B., Kalema G. R and Pieniazek N. J. 2001. Cryptosporidium parvum genotype 2 infections in free-ranging mountain gorillas (Gorilla gorilla beringei) of the Bwindi Impenetrable National park, Uganda. Parasitology Research 87(5):368-70.
- Kalema-Zikusoka G, Kock R. A., Macfie E. J. 2002. Scabies in free-ranging mountain gorillas (Gorilla beringei beringei) in Bwindi Impenetrable National Park, Uganda. Veterinary Record 150(1):12-5.
- Kalema-Zikusoka G and Lowenstine L. 2001. Rectal prolapse in a free-ranging mountain gorilla (Gorilla beringei beringei): clinical presentation and surgical management. Journal of Zoo and Wildlife Medicine 32(4):509–513.
- Kalema-Zikusoka G, Horne W. A., Levine J. and Loomis M. R. 2003. Comparison of the cardiopulmonary effects of medetomidine-butorphanol-ketamine and medetomidine-butorphanol- midazolam in patas monkeys (Erthyrocebus patas). Journal of Zoo and Wildlife Medicine 34(1):47–52.
- Kalema-Zikusoka G, Rothman JM, Fox MT. 2005. Intestinal parasites and bacteria of mountain gorillas (Gorilla beringei beringei) in Bwindi Impenetrable National Park, Uganda. Primates 46:59–63.
- Steven. O. Osofsky, Richard A. Kock, Michael D. Kock, Gladys Kalema-Zikusoka, Richard Grahn, Tim Leyland, William. B. Karesh. 2005. Building support for Protected Ares using a One Health perspective In: Friends for Life, New partners in support of protected areas. Edited by Jeff McNeily. Published by IUCN, Species Survival Commission.
- Kalema-Zikusoka G, Bengis R, G., A. L. Michel and M. H. Woodford. 2005. A preliminary investigation of tuberculosis and other diseases in African buffalo (Syncerus caffer) in Queen Elizabeth National Park, Uganda. Onderstepoort Journal of Veterinary Research, 72:145–151.
- Gladys Kalema-Zikusoka, and Lynne Gaffikin. 2008. Sharing the Forest, Protecting Gorillas and Helping Families in Uganda. Focus series, published by the Woodrow Wilson International Centre for International Scholars and USAID, Issue 17 October 2008.
- Gladys Kalema-Zikusoka. 2009. Lair of a Silverback. Wild Places. National Geographic Traveler, Issue October 2009.